# Alex Vogel
Alex Vogel, född 30 juli 1999, är en schweizisk tävlingscyklist som tävlar i bancykling och landsvägscykling.

## Karriär
Vid EM 2025 i Heusden-Zolder tog Vogel brons tillsammans med Noah Bögli, Mats Poot och Pascal Tappeiner i lagförföljelse.